# Reprezentacja Nigerii w piłce nożnej mężczyzn
Reprezentacja Nigerii w piłce nożnej mężczyzn – zespół biorący udział w imieniu Nigerii w zawodach piłkarskich. Jest jedną z najbardziej utytułowanych drużyn narodowych w Afryce. Sześciokrotnie startowała w mistrzostwach świata (1994, 1998, 2002, 2010, 2014, 2018), trzykrotnie osiągając drugą rundę, trzy razy triumfowała w rozgrywkach o Puchar Narodów Afryki, ma na swoim koncie liczne sukcesy w futbolu juniorskim i młodzieżowym, a w 1996 roku – jako pierwsza drużyna z Czarnego Kontynentu – zdobyła złoty medal na Igrzyskach Olimpijskich. Obecnie selekcjonerem kadry Nigerii jest Jose Peseiro.

## Historia
Jeszcze w latach 80. futbol nigeryjski znajdował się w stanie postępującej degrengolady. Słabe wyniki reprezentacji w kwalifikacjach do kolejnych Mundiali były pochodną zawieszenia rozgrywek ligowych, które spowodowało masowy wyjazd piłkarzy za granicę, a także biedy i terroru politycznego panującego w kraju. Znacznie lepiej reprezentacja radziła sobie w rozgrywkach o PNA – w latach 1976–1978 reprezentacja dwa razy z rzędu zdobyła trzecie miejsce, w 1980 wywalczyła mistrzostwo a w 1984 i 1988 drugie miejsce. W 1989 roku misji zreformowania piłkarstwa w Nigerii podjął się Efiom Okon, nowy prezes związku. Przyciągnął on sponsorów, którzy zapewnili ciągłość finansowania klubów i federacji, oraz doprowadził do wskrzeszenia ligi. W latach 1988–1992 reprezentacja trzykrotnie stawała na podium w Pucharze Narodów Afryki (była dwa razy druga i raz trzecia), a w 1994 zdobyła mistrzostwo kontynentu.
Dwa lata później Nigeryjczycy prowadzeni przez Holendra Jo Bonfrère w Atlancie wywalczyli olimpijskie złoto. Już wkrótce wielu piłkarzy z tamtej drużyny – Uche Okechukwu, Emmanuel Amunike, Augustine Okocha, Victor Ikpeba, Daniel Amokachi, Sunday Oliseh, Nwankwo Kanu, Taribo West, Tijjani Babangida, czy Celestine Babayaro – trafiło do najlepszych drużyn europejskich.
Od 1994 roku Nigeria czterokrotnie brała udział w turnieju o mistrzostwo świata. Mimo iż w 1994 i 1998 roku zaliczani byli do faworytów imprezy, to zawsze odpadali w drugiej rundzie. W Stanach Zjednoczonych przegrali z Włochami, a we Francji wysoko ulegli Duńczykom.
Z kolei w 1995 roku ekipa nigeryjska wystąpiła w rozgrywkach o Puchar Króla Fahda. Zajęła w nich czwarte miejsce po porażce z Meksykiem po rzutach karnych 4:5 w meczu o trzecie miejsce. Kolejny raz (tym razem pod nazwą Puchar Konfederacji) Nigeria brała w nich udział w 2013 roku. Na turnieju rozgrywanym w Brazylii nie przebrnęła jednak przez fazę grupową. 
Na początku XXI wieku Nigeryjczycy nadal utrzymują się w afrykańskiej czołówce. W ostatnich siedmiu zawodach o tytuł najlepszej drużyny Afryki swój udział kończyli zazwyczaj na drugim lub trzecim miejscu (z wyjątkiem lat 2008 – ćwierćfinał i 2013 kiedy to zdobyli mistrzostwo kontynentu). Znacznie słabiej zespół prezentuje się na światowym czempionacie. W 2002 roku Nigeria zajęła ostatnie miejsce w grupie, w cztery lata później w ogóle nie awansowała do mistrzostw świata, dając się niespodziewanie wyprzedzić Angoli. Mundial 2010 w RPA Nigeryjczycy również (tak jak osiem lat wcześniej) zakończyli na fazie grupowej. Cztery lata później w Brazylii wyszli z grupy i dotarli do 1/8 finału. W tej fazie jednak ulegli 0:2 Francji. Na mundialu 2018 w Rosji grali w grupie D razem z Argentyną, Chorwacją oraz Islandią. Po porażce 0:2 w meczu z Chorwatami przyszło zwycięstwo 2:0 z Islandią oraz porażka 1:2 z Argentyną, skutkująca ostatecznie odpadnięciem Nigeryjczyków z mistrzostw.
O sile obecnej drużyny decyduje już nowe pokolenie zawodników. W bramce godnym następcą Rufaia okazał się 24-letni Vincent Enyeama, w mistrzu Niemiec sezonu 2008/2009, VfL Wolfsburg występuje młody napastnik Obafemi Martins, a w Szachtarze Donieck Julius Aghahowa. Linią obrony dyrygują Joseph Yobo z Evertonu oraz 23-letni Chidi Odiah, w 2005 roku zdobywca Pucharu UEFA z CSKA Moskwa. Z generacji mistrzów olimpijskich pewne miejsce w drużynie mają tylko Kanu i Babayaro.
Obecnie drużyna Nigerii zajmuje według rankingu FIFA 39 miejsce, a na czarnym kontynencie i w federacji CAF 6 miejsce.
Nigeria od dawna uchodzi za jedną z najlepszych drużyn młodzieżowych w Afryce. W 1985 roku zespół juniorów zdobył mistrzostwo świata U-16, dwa lata później na tym samym turnieju przegrał w finale z ZSRR, a w 1993 triumfował w mistrzostwach świata U-17. Drużyna U-21 w 1989 i 2005 roku wywalczyła wicemistrzostwo świata. Ponadto czterokrotnie zdobywała tytuł najlepszej reprezentacji w swojej kategorii wiekowej w Afryce.

## Udział w międzynarodowych turniejach
| 1960 | Nie zakwalifikowała się | Nie zakwalifikowała się |
| 1964 | Nie zakwalifikowała się | Nie zakwalifikowała się |
| 1968 | Awans                   | Faza grupowa            |
| 1972 | Nie zakwalifikowała się | Nie zakwalifikowała się |
| 1976 | Zrezygnowała z udziału  | Zrezygnowała z udziału  |
| 1980 | Awans                   | Faza grupowa            |
| 1984 | Nie zakwalifikowała się | Nie zakwalifikowała się |
| 1988 | Awans                   | Faza grupowa            |
| 1992 | Nie zakwalifikowała się | Nie zakwalifikowała się |
| 1996 | Awans                   | Mistrzostwo             |
| 2000 | Awans                   | Ćwierćfinał             |
| 2004 | Nie zakwalifikowała się | Nie zakwalifikowała się |
| 2008 | Awans                   | II miejsce              |
| 2012 | Nie zakwalifikowała się | Nie zakwalifikowała się |
| 2016 | Awans                   | III miejsce             |
| 2020 |                         |                         |
| 2024 |                         |                         |
| 2028 |                         |                         |

| 1962 | Nie zakwalifikowała się | Nie zakwalifikowała się |
| 1966 | Zrezygnowała z udziału  | Zrezygnowała z udziału  |
| 1970 | Nie zakwalifikowała się | Nie zakwalifikowała się |
| 1974 | Nie zakwalifikowała się | Nie zakwalifikowała się |
| 1978 | Nie zakwalifikowała się | Nie zakwalifikowała się |
| 1982 | Nie zakwalifikowała się | Nie zakwalifikowała się |
| 1986 | Nie zakwalifikowała się | Nie zakwalifikowała się |
| 1990 | Nie zakwalifikowała się | Nie zakwalifikowała się |
| 1994 | Awans                   | 1/8 finału              |
| 1998 | Awans                   | 1/8 finału              |
| 2002 | Awans                   | Faza grupowa            |
| 2006 | Nie zakwalifikowała się | Nie zakwalifikowała się |
| 2010 | Awans                   | Faza grupowa            |
| 2014 | Awans                   | 1/8 finału              |
| 2018 | Awans                   | Faza grupowa            |
| 2022 | Nie zakwalifikowała się | Nie zakwalifikowała się |
| 2026 |                         |                         |

### Puchar Narodów Afryki
- 1957–1959 – Nie brała udziału (była kolonią brytyjską)
- 1962 – Wycofała się z eliminacji
- 1963 – Faza grupowa
- 1965 – Nie brała udziału
- 1968 – Nie zakwalifikowała się
- 1970 – Wycofała się z eliminacji
- 1972–1974 – Nie zakwalifikowała się
- 1976 – III miejsce
- 1978 – III miejsce
- 1980 – Mistrzostwo
- 1982 – Faza grupowa
- 1984 – II miejsce
- 1986 – Nie zakwalifikowała się
- 1988 – II miejsce
- 1990 – II miejsce
- 1992 – III miejsce
- 1994 – Mistrzostwo
- 1996 – Wycofała się z udziału z turnieju
- 1998 – Dyskwalifikacja[3]
- 2000 – II miejsce
- 2002 – III miejsce
- 2004 – III miejsce
- 2006 – III miejsce
- 2008 – Ćwierćfinał
- 2010 – III miejsce
- 2012 – Nie zakwalifikowała się
- 2013 – Mistrzostwo
- 2015–2017 – Nie zakwalifikowała się
- 2019 – III miejsce
- 2021 – 1/8 finału
- 2023 – II miejsce

## Selekcjonerzy
- 1989-1990 –  Manfred Höner
- 1990-1991 –  Broderick Imasen
- 1991-1994 –  Clemens Westerhof
- 1994-1995 –  Shaibu Amodu
- 1995 –  Carlos Alberto Torres
- 1995-1996 –  Jo Bonfrère
- 1996-1997 –  Shaibu Amodu
- 1997 –  Philippe Troussier
- 1997 –  Monday Sinclair i  James Peters
- 1997 –  Jo Bonfrère
- 1997-1998 –  Velibor Milutinović
- 1998-1999 –  Thijs Libregts
- 1999-2001 –  Jo Bonfrère
- 2001-2002 –  Shaibu Amodu
- 2002 –  Festus Adegboye Onigbinde
- 2002-2005 –  Christian Chukwu
- 2005-2007 –  Augustine Eguavoen
- 2007-2008 –  Berti Vogts
- 2008-2010 –  Shaibu Amodu
- 2010 –  Lars Lagerbäck
- 2010 –  Augustine Eguavoen
- 2010-2011 –  Samson Siasia
- 2011-2014 –  Stephen Keshi
- 2014-2015 –  Shaibu Amodu
- 2015-2016-  Sunday Oliseh
- 2016-2018 –  Salisu Yusuf
- 2018-2021 –  Gernot Rohr
- 2021-2022 –  Augustine Eguavoen
- 2022-2024 –  José Peseiro